# Walter (Vorname)
Walter ist ein männlicher Vorname, eine um das „h“ verkürzte Form von Walther. Von diesem Vornamen leitet sich auch der Familienname Walter ab.

## Herkunft und Bedeutung
Der Name Walter setzt sich, ebenso wie der bedeutungsgleiche Harald, aus den Wortstämmen walt- (althochdeutsch: waltan ‚herrschen‘) und Heer (althochdeutsch: heri ‚Kampfverband‘) zusammen.

## Verbreitung
Der Name Walter gehörte von der Mitte der 1890er Jahre bis zur Mitte der 1920er Jahre zu den zehn meistvergebenen Vornamen für Jungen in Deutschland, war dabei in den ersten Jahren des 20. Jahrhunderts oft auf Platz eins der Häufigkeitsstatistik. In den 1930er und 1940er Jahren sank seine Beliebtheit zunächst allmählich, ab Mitte der 1950er Jahre dann stark ab. Heute werden kaum noch Kinder Walter genannt.

## Varianten
- dänisch: Valder, Valter, Valther, Walder, Walther
- deutsch: Walther, Wolter
  - althochdeutsch: Walthari, Waltheri
  - niederdeutsch: Wolter
  - bayerisch: Woidda
  - schweizerdeutsch: Walti, Wale, Wali, Walo, Wädi, Wädu
- englisch: Walt, Walter
- estnisch: Valter
- finnisch: Valter, Valtteri
- französisch: Gauthier, Gautier, Gaucher
- italienisch: Gualtiero, Walter, Valter, Valtiero
- lateinisch: Gualterius, Gualtherus
- lettisch: Valters
- niederländisch: Wout, Wouter
- norwegisch: Valtar, Valtare, Valter
- polnisch: Walter
- portugiesisch: Guálter, Gualtério, Valter
- rätoromanisch: Valtier
- russisch: Valter
- schwedisch: Valle, Valter, Volter
- spanisch: Gutierre, Gualtierre, Galtero
- ungarisch: Valter, Valti, Valtika, Valkó
- ?: Waldo

## Namenstage
- Valter:
  - 29. Januar (Finnland, Schweden)
  - 17. August (Schweden)
  - 12. Oktober (Norwegen)
- Valtteri:
  - 29. Januar (Finnland)
- Volter:
  - 29. Januar (Finnland, Schweden)
- Walter:
  - 22. Januar nach Walter von Bierbeek (Österreich)
  - 23. März oder 8. April nach Walter von Rebais, auch Walter von Pontoise genannt (Deutschland, Ungarn)
  - 17. Mai nach Walter von Mondsee (Deutschland, Österreich)
  - 16. Juli (Ungarn)
  - 16. November nach Walt(g)er von Dornberg, auch Walter von Sachsen genannt
  - 29. November nach Walterich von Murrhardt (Österreich)
  - 10. Dezember (Schweiz)

## Namensträger

### Einzelname
- Waltger (Wolderus, oder Walter; † 825), gründete um 789 die spätere Reichsabtei Herford; Heiliger
- Walter I. († nach 992), Graf von Vexin, Amiens und Valois
- Walter II. († nach 1017), Graf von Vexin, Amiens und Valois
- Walter III. (um 1031 – 1063), Graf von Vexin, Amiens, Mantes und Maine
- Walter von Speyer († 1027), Bischof von Speyer
- Walter von Pontoise (auch Walter von Rebais; um 1030 – 1099), Benediktinermönch und Heiliger
- Walter von Mortagne (vor 1100 – 1174), Theologe, Philosoph und Bischof
- Walter I. Brisebarre († um 1135), Herr von Beirut im Königreich Jerusalem
- Walter II. Brisebarre († nach Mai 1169), Herr von Beirut im Königreich Jerusalem
- Walter III. Brisebarre († 1179)
- Walter von Saint-Omer (um 1110 – 1178), flämischer Kreuzritter, Fürst von Galiläa
- Walter I. Garnier (um 1110 – 1154), Herr von Caesarea
- Walter II. Garnier († 1189/91), Herr von Caesarea
- Walter († 1232), Bischof von Glasgow
- Walter († 1169), Bischof von Breslau
- Walter von Palermo († nach Juni 1190), Erzbischof von Palermo
- Walter II. von Avesnes (um 1170 – 1245/46), Herr von Avesnes, Leuze, Condé und Guise
- Walter II. von Châtillon († 1148), Herr von Châtillon, Crécy, Troissy und Montjay
- Walter von St. Abraham (Walter Mohammed; † um 1118), Herr von St. Abraham im Königreich Jerusalem
- Walter II. (Brienne) († um 1161)
- Walter III. (Brienne) († 1205)
- Walter III. von Châtillon († 1219)
- Walter von Pagliara (auch Walter von Palearia; † 1230?), Bischof, Kanzler des Königreichs Sizilien

### Vorname

#### A
- Walter Abbott (1877–1941), englischer Fußballspieler
- Walter Abbott (1898–1945), englischer Fußballspieler
- Walter Abel (1898–1987), US-amerikanischer Schauspieler
- Walter Abendroth (1896–1973), deutscher Komponist, Redakteur, Musikkritiker und Musikschriftsteller
- Walter Abish (1931–2022), US-amerikanischer Schriftsteller
- Walter Ableiter (1922–1993), deutscher Hotelier und baden-württembergischer Politiker (FDP), MdL
- Walter Ablinger (* 1969), österreichischer Behindertensportler
- Walter Abraham (1896–1963), deutscher SS-Brigadeführer und Polizeigeneral
- Walter Absil (1924–2015), österreichischer Holocaust-Überlebender
- Walter Abt (* 1953), deutscher Gitarrist, Lautenist, Dirigent, Komponist und Musikherausgeber
- Walter Achatz (* 1960), deutscher Architekt
- Walter Achenbach (1921–2015), deutscher Mediziner
- Walter Achilles (1927–2002), deutscher Historiker
- Walter Achleitner (1925–1947), österreichischer Violinist und Komponist
- Walter Ackermann (1889–1978), deutscher Pädagoge
- Walter Ackermann (1890–1969), Schweizer Politiker
- Walter Ackermann (1903–1939), Schweizer Pilot und Schriftsteller
- Walter Acosta (* 1935), uruguayischer Schauspieler, Theaterregisseur und Dramaturg
- Walter Adametz (1883–1967), deutscher Ministerialbeamter
- Walter Adams (1945–2023), deutscher Leichtathlet
- Walter Sydney Adams (1876–1956), US-amerikanischer Astronom
- Walter Adamson (1911–2010), deutscher Schriftsteller
- Walter Adcock, englischer Fußballspieler
- Walter Adler (* 1947), deutscher Regisseur
- Walter Adolph (1902–1975), deutscher Priester, Generalvikar
- Walter Adrian (1897–1963), Schweizer Schriftsteller, Kunstkritiker und Journalist
- Walter Afanasieff (* 1958), US-amerikanischer Musikproduzent und Songwriter
- Walter Robertson Agee (1905–1980), US-amerikanischer Offizier der US Air Force
- Wálter Aguerre (* 1941), uruguayischer Fußballspieler
- Leslie Walter Allam Ahrendt (1903–1969), britischer Botaniker
- Walter Ahrendt (1901–1973), deutscher Architekt
- Walter Aichinger (1916–1994), österreichischer Politiker (FPÖ), Landtagsabgeordneter in Salzburg
- Walter Aichinger (1953–2024), österreichischer Politiker (ÖVP), Landesrat in Oberösterreich
- Walter Aitkenhead (1887–1966), schottischer Fußballspieler
- Walter Albath (1904–1989), deutscher Jurist, SS-Führer und Beamter der Gestapo
- Walter H. Albaugh (1890–1942), US-amerikanischer Politiker
- Walter Albert (1901–1953), deutscher Ausstellungsmanager
- Walter Alberts (1883–1948), deutscher Eisenhüttenmann und Manager der deutschen Stahlindustrie
- Walter Albien (1879–1964), deutscher Tierarzt
- Walter Alder (* 1952), Schweizer Volksmusikant
- Walter Aldinger (1904–1945), deutscher Politiker (NSDAP), MdR
- Walter Alich (1955–2024), deutscher Schauspieler und Synchronsprecher
- Walter Allen (1889–1948), englischer Fußballspieler
- Walter Allenstein (1906–1992), deutscher Offizier, zuletzt Generalleutnant
- Charles Walter Allfrey (1895–1964), britischer Generalleutnant
- Walter Allgöwer (1912–1980), Schweizer Politiker
- Walter von Allwörden (1890–1962), deutscher Schauspieler
- Walter Almberger (* 1933), österreichischer Bergsteiger
- Walter Alnor (1892–1972), deutscher Landrat, NS-Gebietskommissar
- Walter Alston (1911–1984), US-amerikanischer Baseballspieler und -manager
- Walter Alt (1947–2010), deutscher Bankier
- Walter Althammer (1928–2025), deutscher Jurist und Politiker (CSU), MdB
- Walter Altherr (* 1946), deutscher Arzt und Politiker (CDU), MdB, MdL
- Walter Altmann (1873–1910), deutscher Klassischer Archäologe
- Walter Altmann (* 1984), österreichischer Fußballschiedsrichter
- Walter Altschul (1883–1942), tschechoslowakischer Röntgenologe und Opernsänger
- Walter Alva (* 1951), peruanischer Archäologe, Entdecker des Fürstengrabes von Sipán
- Walter Alvarez (* 1940), US-amerikanischer Geologe
- Walter Alwens (1880–1966), deutscher Internist
- Walter Ameling (1926–2010), deutscher Elektrotechniker und Hochschullehrer
- Walter Ameling (* 1958), deutscher Althistoriker
- Walter Amelung (1865–1927), deutscher klassischer Archäologe
- Walter Amstalden (1883–1966), Schweizer Politiker
- Walter Amstutz (1902–1997), Schweizer Skisport- und Alpinismus-Pionier, Publizist und Kurdirektor
- Walter Amtrup (1904–1974), deutscher Schauspieler, Synchronsprecher, Opernsänger und Schauspiellehrer
- Walter Anderson (1885–1962), Volkskundler (Erzählforscher)
- Walter Andrae (1875–1956), deutscher Bauforscher und Vorderasiatischer Archäologe
- Walter Andre (1902–1970), deutsch-österreichischer Bildhauer
- Walter G. Andrews (1889–1949), US-amerikanischer Politiker
- Walter Andreas Angerer (* 1940), deutscher Kunstmaler
- Walter E. Angier (1863–1928), US-amerikanischer Bauingenieur
- Walter Angonese (* 1961), italienischer Architekt (Südtirol)
- Walter Annenberg (1908–2002), US-amerikanischer Diplomat, Publizist und Kunstmäzen
- Walter Anthony (1879–1950), englischer Fußballspieler
- Walter Antoniolli (1907–2006), österreichischer Verfassungsjurist und Präsident des österreichischen Verfassungsgerichtshofes (1958–1977)
- Walter Antz (1888–1955), deutscher Polizeipräsident und bayerischer Staatsbeamter
- Walter Appel (* 1948), deutscher Schriftsteller
- Walter Arencibia (* 1967), kubanischer Schachmeister
- Walter Arendt (1925–2005), deutscher Politiker (SPD), MdB, MdEP
- Walter Conrad Arensberg (1878–1954), US-amerikanischer Literaturwissenschaftler, Kryptoanalytiker und Kunstsammler
- Walter Arlart (1873–1951), deutscher Jurist und Politiker, Oberbürgermeister von Chemnitz (1930–1933)
- Walter Arlen (1920–2023), österreichischer und US-amerikanischer Musikkritiker, Musikpädagoge und Komponist, Vertriebener des Nationalsozialismus
- Walter Armbrust (1882–1941), deutscher Organist und Dirigent
- Walter Arno (1930–2005), deutscher Maler, Bildhauer und Grafiker
- Walter Arnold (1882–1933), deutscher Politiker
- Walter Arnold (1891–1973), deutscher Fabrikant
- Walter Arnold (1909–1979), deutscher Bildhauer
- Walter Arnold (* 1949), deutscher Politiker (CDU)
- Walter Edwin Arnoldi (1917–1995), US-amerikanischer Ingenieur
- Walter Arnott (1861–1931), schottischer Fußballspieler
- Walter Artelt (1906–1976), deutscher Medizinhistoriker
- Walter von Arx (* 1936), Schweizer katholischer Theologe
- Walter Asam (1926–2002), deutscher Verwaltungsjurist und Kommunalpolitiker
- Walter Ash (1906–1998), britischer Konteradmiral und Elektroingenieur
- Walter Ashbaugh (1929–2003), US-amerikanischer Dreispringer
- Walter Asmis (1880–1954), deutscher Jurist und Agrarfunktionär
- Walter Aßmus (1889–1945), deutscher Redakteur
- Walter Asmus (1903–1996), deutscher Erziehungswissenschaftler, Institutsdirektor und Professor
- Walter Assmann (1896–1964), deutscher Offizier, zuletzt Generalleutnant im Zweiten Weltkrieg
- Walter Ast (1884–1976), deutscher Maler, Zeichner, Grafiker und Kunsterzieher
- Walter Aston, 1. Lord Aston of Forfar († 1639), englisch-schottischer Adliger und Diplomat
- Walter Atorf (1910–1998), deutscher Verwaltungsbeamter und Präsident des Landesrechnungshofes von Baden-Württemberg
- Walter Audisio (1909–1973), italienischer Politiker und Widerstandskämpfer
- Walter Aue (1930–2024), deutscher Schriftsteller
- Walter Auer (* 1971), österreichischer Flötist
- Walter Auerbach (1905–1975), deutscher Politiker (SPD) und Widerstandskämpfer
- Walter Auffenberg (1928–2004), US-amerikanischer Biologe
- Walter Aufhammer (* 1938), deutscher Pflanzenbauwissenschaftler
- Walter Augustin (1936–2020), deutscher Politiker (FDP), Bürgermeister und MdL Rheinland-Pfalz
- Walter Außendorfer (1939–2019), italienischer Rennrodler

#### B
- Walter Barnes (1918–1998), US-amerikanischer Schauspieler und Profi-Footballspieler
- Walter Becker (1950–2017), US-amerikanischer Musiker
- Walter Benjamin (1892–1940), deutscher Philosoph
- Walter Berry (1929–2000), österreichischer Kammersänger
- Walter Bonatti (1930–2011), italienischer Alpinist und Autor
- Walter Boveri (1865–1924), schweizerisch-deutscher Industrieller und Mitbegründer des Elektrotechnikkonzerns BBC
- Walter Brack (1880–1919), deutscher Schwimmer
- Walter Bruch (1908–1990), deutscher Elektrotechniker und Fernsehpionier (PAL-Farbfernsehsystem)
- Walter Buser (1926–2019), Schweizer Bundeskanzler und Rechtswissenschaftler

#### C
- Walter Percy Chrysler (1875–1940), US-amerikanischer Automobil-Pionier und Begründer der Chrysler Corporation
- Walter Cramer (1886–1944), deutscher Textilunternehmer und Widerstandskämpfer gegen den Nationalsozialismus

#### D
- Walter Damrosch (1862–1950), US-amerikanischer Dirigent und Komponist deutscher Herkunft
- Walter Döring (* 1954), deutscher Politiker (FDP)

#### E
- Walter Engelmann (1881–1951), deutscher Radrennfahrer
- Walter Eschweiler (* 1935), deutscher Fußball-Schiedsrichter
- Walter Eucken (1891–1950), deutscher Ökonom

#### F
- Walter Felicetti-Liebenfels (1899–2000), österreichischer Kunsthistoriker
- Walter Freiwald (1954–2019), deutscher Moderator
- Walter Frentz (1907–2004), deutscher Kameramann, Filmemacher, Fotograf, Vortragsreisender und Kajakpionier
- Walter Fritzsch (1920–1997), deutscher Fußballspieler und -trainer
- Walter Frosch (1950–2013), deutscher Fußballspieler
- Walter Fuchs (* 1935), deutscher Hörfunkmoderator und Buchautor
- Walter Fuller (1910–2003), US-amerikanischer Jazztrompeter und Sänger
- Walter Furtwängler (1887–1967), deutscher Bergsteiger

#### G
- Walter Gargano (* 1984), uruguayischer Fußballspieler
- Walter Gieseking (1895–1956), deutscher Pianist
- Walter Giller (1927–2011), deutscher Schauspieler
- Walter Gillik (* 1938), deutscher Bobfahrer
- Walter Glaß (1905–1981), deutscher Nordischer Kombinierer
- Walter de Gray († 1255), englischer Prälat und Staatsmann
- Walter Gropius (1883–1969), deutscher Architekt

#### H
- Walter Haefner (1910–2012), Schweizer Unternehmer
- Walter Hallstein (1901–1982), deutscher Jurist, Hochschullehrer und Politiker (CDU), erster Kommissionsvorsitzender der EWG
- Walter Hamelehle (1912–1946), deutscher Motorradrennfahrer
- Walter Handley (1902–1941), britischer Motorrad- und Automobilrennfahrer, siehe Wal Handley
- Walter Rudolf Hess (1881–1973), Schweizer Physiologe und Nobelpreisträger der Medizin
- Walter Hirche (* 1941), deutscher Politiker (FDP)
- Walter Homolka (* 1964), deutscher Rabbiner und Hochschullehrer
- Walter Horn (1881–1967), deutscher Pädagoge und Astronom
- Walter Horn (1908–1995), deutsch-US-amerikanischer Kunsthistoriker und Hochschullehrer

#### J
- Walter Janka (1914–1994), deutscher Verleger
- Walter Jens (1923–2013), deutscher Altphilologe und Schriftsteller
- Walter Jokisch (1914–1984), deutscher Schauspieler

#### K
- Walter Kämpfer (1914–1998), Schweizer Jurist und Bundesrichter
- Walter Kasper (* 1933), deutscher Theologe und Kurienkardinal
- Walter Kempowski (1929–2007), deutscher Schriftsteller
- Walter Kirchhoff (1879–1951), deutscher Opernsänger, Kammersänger
- Walter Klingenberg (1881–1963), deutscher Architekt
- Walter Kohl (* 1963), deutscher Unternehmer
- Walter Kollo (1878–1940), deutscher Komponist
- Walter Konrad (1935–2019), deutscher Medienmanager und Politiker
- Walter Krämer (* 1948), deutscher Ökonom
- Walter Kremershof (1922–1997), deutscher Eishockeyspieler
- Walter Kreye (* 1942), deutscher Schauspieler

#### L
- Walter Landin (1952–2021), deutscher Schriftsteller
- Walter Lang (1896–1972), US-amerikanischer Filmregisseur
- Walter Lang (1961–2021), deutscher Pianist und Komponist
- Walter Lange (1882–1961), deutscher Admiralarzt
- Walter Lange (1886–1954), deutscher Dramatiker und Kurator
- Walter Lange (1904–1980), deutsch-baltischer Richter, Jäger und Studentenhistoriker
- Walter Lange (1924–2017), deutscher Unternehmer
- Walter Legge (1906–1979), britischer Produzent klassischer Musik und Gründer des Philharmonia Orchestra
- Walter Leistikow (1865–1908), deutscher Maler und Grafiker des deutschen Impressionismus
- Walter Lichtenberger (1891–1979), deutscher Offizier und Vorsitzender der Pfälzer Bauernschaft
- Walter Lichtenberger (1906–2000), deutscher Jurist und Politiker (CDU)
- Walter Lübcke (1953–2019), deutscher Politiker (CDU)
- Walter von Lucadou (* 1945), deutscher Psychologe und Physiker

#### M
- Walter Mahlberg (1884–1935), deutscher Wirtschaftswissenschaftler
- Walter Mai (* 1936), deutscher Marineoffizier und Regattasegler
- Walter Matthau (1920–2000), US-amerikanischer Filmschauspieler
- Walter Mengler (1952–2016), ein deutscher Cellist und Musikpädagoge
- Walter Mettmann (1926–2011), deutscher Romanist, Hispanist, Lusitanist und Mediävist
- Walter Mixa (* 1941), deutscher Militärbischof und Bischof von Augsburg
- Walter Model (1891–1945), deutscher Heeresoffizier
- Walter Moers (* 1957), deutscher Comiczeichner, Illustrator und Autor
- Walter Momper (* 1945), deutscher Politiker (SPD), Regierender Bürgermeister von Berlin
- Walter Mönch (1874–1920), deutscher Marineoffizier, Kapitän zur See
- Walter Mönch (1905–1994), deutscher Romanist, Literaturwissenschaftler und Hochschullehrer
- Walter Mondale (1928–2021), US-amerikanischer Politiker
- Walter Müller (1911–1969), österreichischer Schauspieler
- Walter Müller-Wulckow (1886–1964), deutscher Kunsthistoriker und Publizist
- Walter Andreas Müller (* 1945), Schweizer Schauspieler

#### N
- Walter Neuhauser (1933–2016), österreichischer Bibliothekar und Buchwissenschaftler
- Walter Neuhäusser (1926–2021), deutscher Architekt
- Walter Newman (1916–1993), US-amerikanischer Drehbuchautor
- Walter Niklaus (1925–2021), deutscher Schauspieler und Regisseur
- Walter Novellino (* 1953), italienischer Fußballspieler und -trainer
- Walter Nowotny (1920–1944), österreichisch-deutscher Jagdflieger

#### O
- Walter F. Oberholzer (1926–2016), Schweizer Petrograph und Hochschullehrer
- Walter Oberste (* 1933), deutscher Sprinter
- Walter Oehmichen (1901–1977), deutscher Schauspieler und Regisseur; Gründer der „Augsburger Puppenkiste“
- Walter Oesau (1913–1944), deutscher Luftwaffenoffizier
- Walter Ohm (1915–1997), deutscher Hörspiel- und Theaterregisseur
- Walter Ophey (1882–1930), deutscher Maler und Grafiker
- Walter Osta (* 1970), italienischer Freestyle-Skier

#### P
- Walter Payton (1954–1999), US-amerikanischer American-Football-Spieler
- Walter Plathe (* 1950), deutscher Schauspieler
- Walter Pohle, deutscher Bankmanager
- Walter Pöltner (* 1952), österreichischer Jurist, Politiker und Bundesminister
- Walter Pradt (1949–2014), deutscher Fußballspieler
- Walter Prager (1910–1984), Schweizer-US-amerikanischer Skirennläufer, Weltmeister

#### Q
- Walter Queißner (1921–1997), deutscher Langstreckenläufer und Sportfunktionär

#### R
- Walter Reed (1851–1902), US-amerikanischer Bakteriologe
- Walter Rehberg (1900–1957), Schweizer Pianist, Komponist und Musikautor
- Walter Reichert (1933–1999), deutscher Motorradrennfahrer
- Walter Renneisen (* 1940), deutscher Schauspieler
- Walter Reppe (1892–1969), deutscher Chemiker
- Walter Riester (* 1943), deutscher Politiker (SPD)
- Walter Röhrl (* 1947), deutscher Automobilrennfahrer
- Walter Roderer (1920–2012), Schweizer Schauspieler
- Walter Rosenthal (* 1954), deutscher Arzt und Pharmakologe
- Walter Rosenwald (1924–2012), deutscher Ministerialbeamter, Militärhistoriker und Ordenskundler
- Walter Rothenburg (1889–1975), deutscher Boxpromoter, Schlagertexter und Autor
- Walter Rothschild, 2. Baron Rothschild (1868–1937), britischer Bankier und Zoologe

#### S
- Walter Samuel (* 1978), argentinischer Fußballspieler und -trainer
- Walter Sax (1912–1993), deutscher Rechtswissenschaftler
- Walter E. Schaap (1917–2005), US-amerikanischer Autor und Übersetzer
- Walter Scheel (1919–2016), deutscher Politiker (FDP), Bundespräsident 1974 bis 1979
- Walter Scherau (1903–1962), deutscher Schauspieler
- Walter Schmidinger (1933–2013), österreichischer Schauspieler
- Walter Schmidt (1937–2024), deutscher Fußballspieler
- Walter Schock (1920–2005), deutscher Automobilrennfahrer
- Walter Scholz (* 1938), deutscher Trompeter
- Walter Schönrock (1913–1996), deutscher Langstreckenläufer
- Walter Schottky (1886–1976), deutscher Physiker und Elektrotechniker
- Walter Schultheiß (* 1924), deutscher Schauspieler, Autor und Maler
- Walter Sedlmayr (1926–1990), deutscher Volksschauspieler
- Walter Siegenthaler (1923–2010), Schweizer Mediziner
- Walter Sittler (* 1952), deutscher Schauspieler
- Walter Slezak (1902–1983), österreichisch-amerikanischer Schauspieler
- Walter Smith (1895–1977), US-amerikanischer Musiker
- Walter Sondermann (1899–1973), deutscher Politiker (SPD)
- Walter Spahrbier (1905–1982), als Glückspostbote einer der bekanntesten Statisten der deutschen Fernsehgeschichte
- Walter Staudinger (* 1942), deutscher Unternehmer im Rotlicht- und Spielhallenmilieu
- Walter Stauffer (1887–1974), italienisch-schweizerischer Unternehmer und Mäzen
- Walter Stein (1896–1985), deutscher SS-Oberführer und Polizeipräsident
- Walter Stein (1904–1993), deutscher Astronom und Hochschullehrer
- Walter Steinhauser (1885–1980), österreichischer Germanist und Hochschullehrer
- Walter Stettner Ritter von Grabenhofen (1895–1944), deutscher Offizier, Generalleutnant
- Walter Süskind (1906–1945), deutscher Kaufmann und Judenretter, „Oskar Schindler der Niederlande“
- Walter Susskind (1913–1980), englischer Dirigent tschechischer Herkunft

#### T
- Walter Thielsch (1950–2011), deutscher Grafikdesigner, Musiker, Sänger, Songwriter, Schriftsteller, Filmemacher und Fotograf
- Walter Thurnherr (* 1963), Schweizer Diplomat und leitender Beamter (CVP); seit 2016 Bundeskanzler der Schweiz
- Walter Trout (* 1951), US-amerikanischer Komponist, Gitarrist und Sänger
- Walter Tyler  (1341–1381), englischer Bauernführer, siehe Wat Tyler

#### U
- Walter Ulbrich (1910–1991), deutscher Fernseh- und Filmproduzent
- Walter Ulbricht (1893–1973), deutscher Politiker, Staatsratsvorsitzender der DDR 1960–73
- Walter Unterweger (* 1976), österreichischer Arzt; Teilnehmer der zweiten deutschen Big-Brother-Staffel

#### V
- Walter Veith (* 1949), südafrikanischer Zoologe, Kreationist und Adventist
- Walter Vogel (* 1967), österreichischer Theologe, Pädagoge und Autor

#### W
- Walter Wallmann (1932–2013), deutscher Politiker (CDU)
- Walter Wasservogel (1912–1986), österreichischer Musiker, Komponist und Arrangeur
- Walter Westrupp (* 1946), Betonbauer, Computergrafiker und Kabarett-Musiker
- Walter Witzel (* 1949), deutscher Politiker (Bündnis 90/Die Grünen)

#### Z
- Walter Zacharias (1919–2000), deutscher Künstler
- Walter Zahradnik (1939–2024), deutscher Physiker und Hochschullehrer
- Walter Zandanell (* 1958), österreichischer Bankmanager
- Walter Zapp (1905–2003), Erfinder der Kleinstbildkamera und der Marke Minox
- Walter Zappe (1905–1980), deutscher Politiker
- Walter Zastrau (* 1935), deutscher Fußballspieler
- Walter Zawadil (1909–1960), deutscher Politiker
- Walter Zeller (1927–1995), deutscher Motorradrennfahrer
- Walter Zenga (* 1960), italienischer Fußballspieler und -trainer
- Walter Ziegler (1859–1932), böhmisch-deutsch-österreichischer Maler, Grafiker und Autor
- Walter Ziegler (1912–1977), deutscher Jurist und Richter
- Walter Ziegler (* 1937), deutscher Historiker
- Walter Ziegler (1938–2021), rumänischer Radsportler
- Walter Ziegler (* 1947), deutscher Historiker und Archivar
- Walter Zimmermann (* 1949), deutscher Komponist, Autor und Hochschullehrer
- Walter Zinn (1906–2000), kanadisch-US-amerikanischer Kernphysiker

### Kurzform „Walt“
- Walt Disney (1901–1966), US-amerikanischer Filmproduzent
- Walt Dohrn (* 1970), US-amerikanischer Drehbuchautor, Regisseur, Trickzeichner, Musiker und Synchronsprecher
- Walt Faulkner (1920–1956), US-amerikanischer Autorennfahrer
- Walt Frazier (* 1945), US-amerikanischer Basketballspieler
- Walt Garrison (1944–2023), US-amerikanischer American-Football-Spieler
- Walt Gorney (1912–2004), österreichisch-US-amerikanischer Schauspieler
- Walt Kiesling (1903–1962), US-amerikanischer American-Football-Spieler und -Trainer
- Walt Kuhn (1877–1949), US-amerikanischer Maler, Cartoonist und Lithograf
- Walt Martin (1945–2014), US-amerikanischer Tontechniker
- Walt Szot (1920–1981), US-amerikanischer American-Football-Spieler
- Walt Tkaczuk (* 1947), kanadischer Eishockeyspieler
- Walt Whitman (1819–1892), US-amerikanischer Dichter
- Walt Whitman Rostow (1916–2003), US-amerikanischer Ökonom, Wirtschaftshistoriker und Nationaler Sicherheitsberater